# 日向涼子
日向 涼子（ひなた りょうこ、2月2日 - ）は、日本のサイクリスト・モデル。新潟県出身。シュルー所属。

## 人物
モデル、食生活アドバイザー、フードアナリスト。ヒルクライムレースでの入賞経験を持つなど、モデルにして本気のサイクリスト。モデルとしてCMや雑誌で活動する一方、アスリートフードマイスターとしてサイクルイベントのMCや一般企業での講演なども行う。欧州二大グランフォンド「エタップ・デュ・ツール」・「ラ・ピナ・サイクリングマラソン」完走。

## 書籍
- 「<坂バカ式>知識ゼロからのロードバイク入門」（SB新書）
- 「日向涼子のヒルクライムナビ」ムック（枻出版社）

## TV・ラジオ
- テレビ東京「芸能人が楽しい趣味を教える　有吉、やってみよう！」
- BS日テレ「久米書店」
- NHK BS プレミアムカフェ「スローな旅を楽しむ〜自転車旅篇〜」
- CSゴルフネットワーク『ハル常住の「99への道」』
- MXTV「どうする?東京」
- 新潟総合テレビ「大好き!にいがた特番」
- J-WAVE「MORNING RADIO～shining Woman Day～」ゲスト
- TBSラジオ「ミラクル・サイクルラジオ」ゲスト
- TBSラジオ「中野浩一のフリートーク」